# 6299 Reizoutoyoko
A 6299 Reizoutoyoko (ideiglenes jelöléssel 1988 XQ1) a Naprendszer kisbolygóövében található aszteroida. M. Arai és H. Mori fedezte fel 1988. december 5-én.